# Баллибофи
Баллибофи (англ. Ballybofey; ирл. Bealach Féich) — (переписной) посёлок в Ирландии, находится в графстве Донегол (провинция Ольстер).

## История
Расположен на южном берегу реки Финн. Город широко развивался в XIX и XX веках.
Вместе со своим «побратимом», небольшим посёлком Странорлар на северном берегу реки Финн, образует переписную единицу Баллибофи-Странорлар. Население вместе со Странорларом — 4176 человек (по переписи 2006 года).
Посёлок прежде всего известен тем, что в нём расположена домашняя арена футбольного клуба Финн Харпс играющего в Первой лиге чемпионата Ирландии.
В посёлке ежегодно проводится Фестиваль городов-побратимов (Twin Towns Festival). Центральным событием фестиваля является воскресный парад.
В самом Баллибофи нет ни школ, ни церквей, которые находятся либо через мост в Странорларе, либо в соседних населённых пунктах.

## Транспорт
Железнодорожная станция в Баллибофи была открыта 3 июня 1895 года, окончательно закрыта 15 декабря 1947 года.